# The Little White Horse
The Little White Horse (en català «el petit cavall blanc») és una novel·la infantil de fantasia escrita per l'escriptora britànica Elizabeth Goudge el 1946. La història està ambientada a l'Anglaterra de 1842 on, una noia de 13 anys, Maria Merryweather, acaba de quedar orfena i es veu obligada a traslladar-se amb la seva institutriu, la senyoreta Heliotrope, a la vall de Moonacre. Allà l'espera Sir Benjamin, cosí segon de Maria i el seu familiar viu més proper.
En una entrevista, l'escriptora J. K. Rowling va afirmar que aquest era el seu llibre preferit a la infància

## Argument
La família Merryweather viu des de fa molts anys en el meravellós lloc de Moonacre. En aquella vall tot és meravellós (fins i tot màgic). Tot, excepte els homes el bosc Tenebrós. Una antiga maledicció cau sobre Moonacre per l'actitud supèrbia dels primers Merrywweather i fa que no tot sigui feliç com es podria esperar en un lloc així i amb una gent com aquella. La petita Maria queda òrfena amb tretze anys i haurà d'anar a viure amb un vell parent seu en el camp. Ella és una nena de ciutat (Londres) de manera que la idea no li agrada molt.
Però aviat descobrirà que aquell lloc no és estrany per a ella. Hi ha un no-sé-què en l'ambient que li diu que ella pertany a aquest lloc. Tot és molt normal però alhora tot és molt estrany: suggerent, misteriós.
A la cuina hi ha un petit nan rondinaire però amb unes mans per cuinar que fins a la senyoreta heliotropi (la institutriu de Maria) deixa de banda les seves malalties estomacals per delectar als plats preparats a la vella cuina.
Un enorme gos, que s'assembla més a un lleó, li pren com el seu protegit i la defensarà en totes les aventures que haurà de patir portada per la seva natural curiós. El petit Robin, pastor d'ovelles, resulta que és un vell conegut de Londres i, no obstant això, mai va trepitjar aquesta ciutat.
L'enigmàtic i culte "pastor" del poble que regenta la parròquia i la plena de nens que escolten absorts seves velles històries, un bell unicorn blanc que no sap si és producte de la seva imaginació i una actitud enigmàtica de la gent gran de la petita vila que es remunta a les antigues llegendes del lloc, fan que la història sigui esglaiadora.

## Personatges
- Maria Merryweather -
- Robin -
- Loveday Minette -
- Sir Benjamin Merryweather -
- Old Parson -
- Miss Heliotrope -
- Marmaduke Scarlet -
- Digweed -
- Zachariah -
- Wrolf -
- Serena -
- Wiggins -
- Periwinkle -

## Adaptacions
El 2008, el llibre va ser adaptat a una pel·lícula titulada The Secret of Moonacre (El secret de Moonacre). El film va ser escrit per Lucy Shuttleworth i Graham Alborough i dirigit per Gabor Csupo. El paper de Maria va ser interpretat per Dakota Blue Richards.
De totes maneres, la pel·lícula difereix força de la novel·la original, eliminant i canviant alguns dels personatges i simplificant l'argument. La pel·lícula col·loca a Robin com el fill dels De Noir i sintetitza la història com una baralla entre dues famílies on, algú dels Merryweathers ha d'unir-se amb algú dels De Noir per arreglar les coses.